# 11542 Solikamsk
11542 Solikamsk este o planetă minoră (asteroid), cu un diametru de 29,686 km, din centura de asteroizi. A fost descoperită pe 22 septembrie 1992 la Observatorul European Austral de Eric Walter Elst și a fost numită după Solikamsk. 
Obiectul prezintă o orbită caracterizată de o semiaxă mare de 3,9518196 UAi, o excentricitate de 0,24, o înclinație de 6,86982 ° în raport cu ecliptica.